# Maniac (canción)
Maniac es una canción de Michael Sembello, publicada como primer sencillo de su álbum debut Bossa Nova Hotel y utilizada en la película Flashdance, ambos de 1983.[cita requerida]

## Letra
Fue inspirada por la película de terror Maniac que trataba sobre un asesino en serie que acecha a sus víctimas en la ciudad de Nueva York. La canción originalmente decía:

He's a maniac, maniac that's for sure,

He will kill your cat and nail him to the door.

A propuesta del productor Phil Ramone, la letra fue reescrita para describir a una chica con una pasión por el baile. Entonces quedó:

She's a maniac, maniac on the floor

and she's dancing like she's never danced before.

## Otras versiones
Actualmente ha sido versionada por el grupo dance belga Milk Inc. La canción, aunque interpretada por Milk Inc, ha conservado prácticamente su música original sin apenas cambios. 
En el año 2007, los artistas españoles Juanjo Martin & Javi Reina realizaron una versión titulada "Maniac (Rain Love)". Esta adaptación, que cuenta con la participación de la vocalista Rebeka Brown, fue lanzada en el año 2007 en España. La reinterpretación de esta canción popularizó una nueva versión del clásico, destacando la influencia de la música dance en la época.
También ha sido versionada por el grupo Firewind en su disco The Premonition en 2008.[cita requerida] El grupo mexicano OV7 grabó una versión  spanglish de la canción titulada "Nada es Imposible (Maniac)", además hay una versión especial en la cual el grupo canta dicha canción a dueto con la cantante Gloria Trevi y filmaron un video musical.[cita requerida] La banda argentina Habeas Pornus en enero de 2018 reversionó la canción en formato rock pesado.[cita requerida]
En el año 2019, apareció una nueva versión de esta canción en el álbum Moonglow, de la banda de metal alemana liderada por Tobias Sammet, Avantasia. En esta canción cuenta con la colaboración de Eric Martin, cantante de la banda de rock americana Mr. Big.
En el año 2020 la banda de Heavy Metal "Rising Insane" los cuales son una banda del Norte de Alemania, realizan también un cover de esta canción, en un álbum titulado de la misma manera que la canción (23 de julio de 2020)
En el año 2023 el artista y compositor español Abraham Mateo realiza una versión de este tema titulado Maníaca esta versión fue escrita totalmente en español por él junto a Dennis Joseph Matkosky, José Cano Carrilero, Max Borghetti & Michael Andrew Sembello y producida por Abraham Mateo & Dani Ruiz fue lanzada por Sony Music.